# Мекензи Кинг (острво)
Острво Мекензи Кинг (енгл. Mackenzie King Island) је једно од острва у канадском арктичком архипелагу. Острво је територијално подијељено на Сјеверозападне територије (највећи дио) и Нунавут, Канада. Налази се јужно од острва Брок.
Површина износи око 5.048 km², по којој је острво 115. у свијету и 26. у Канади по величини.
Острво је ненасељено.

## Историја
Откривено је 1915, и добило је име по канадском премијеру Мекензи Кингу. Открио га је Вилхјалмур Стефансон (Vilhjalmur Stefansson).